# Aeroporto Internacional Amílcar Cabral
O Aeroporto Internacional Amílcar Cabral (ICAO:GVAC / IATA:SID) é um aeroporto cabo-verdiano situado na Ilha do Sal, perto da vila de Espargos.[carece de fontes?]
É o aeroporto com pista de maior dimensão em Cabo Verde.[carece de fontes?]
Para servir as exigências deste tráfego (2011: 576.323 passageiros), Cabo Verde disponibiliza o Aeroporto Internacional Amílcar Cabral (Sal), que funciona como plataforma para os voos internacionais e domésticos e escala técnica para abastecimentos.[carece de fontes?]
O Aeroporto Internacional Amílcar Cabral foi recentemente alvo de obras de modernização, nomeadamente na pista, terminal de passageiros e de carga, o que lhe valeu a atribuição de Aeroporto Internacional de Categoria 1 pelo Departamento de Transportes dos EUA.[carece de fontes?]
Originalmente denominado Aeródromo Internacional da Ilha do Sal, foi projectado no final da década de 1930 pelo Engenheiro Raul Pires Ferreira Chaves, Director das Obras Públicas de Cabo Verde, também responsável pela construção de outras importantes infra-estruturas no arquipélago.[carece de fontes?]

## Companhias aéreas e destinos

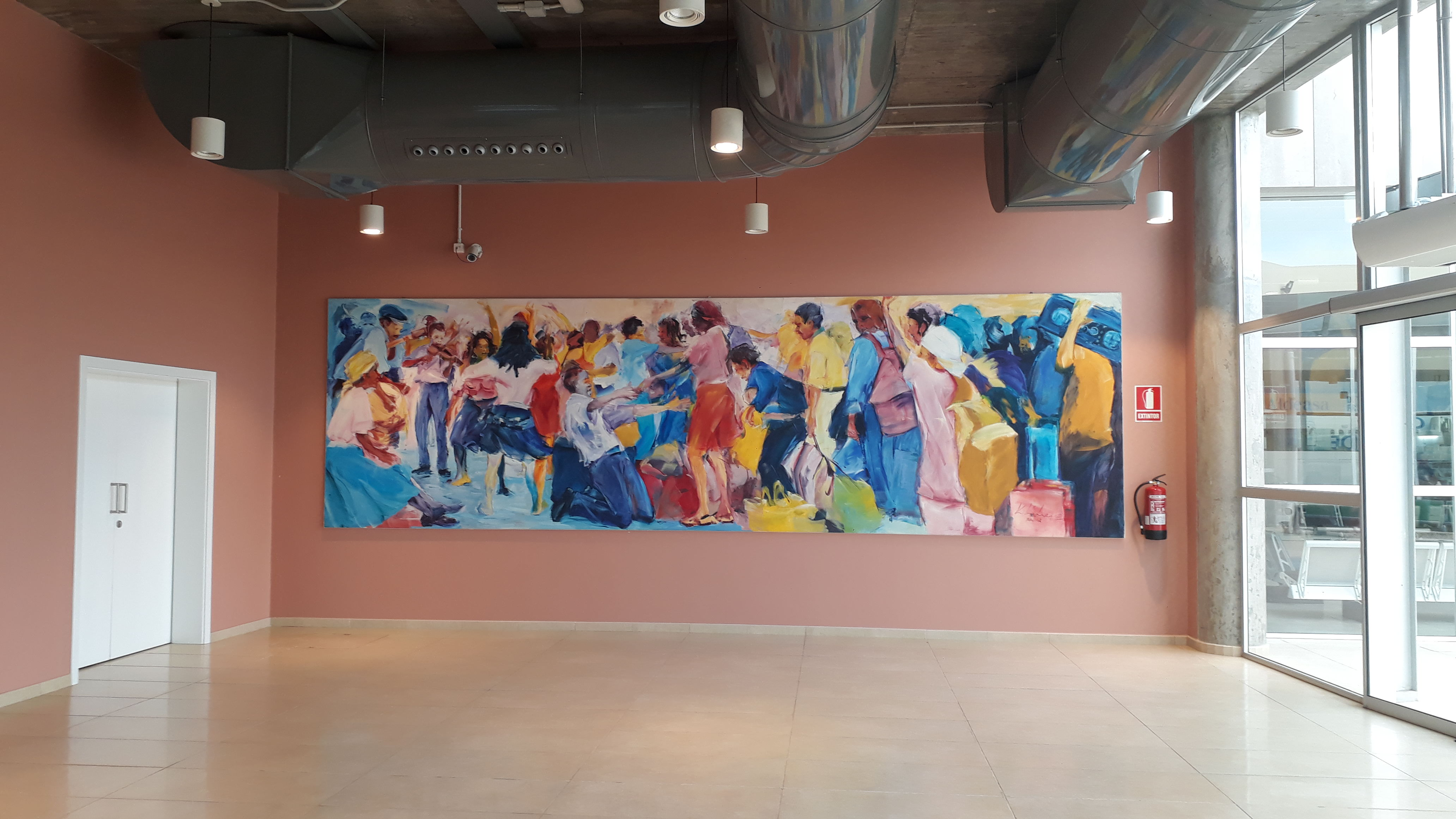
Mural na sala de embarque

| Companhias Aéreas        | Destinos                                                                                            |
| ------------------------ | --------------------------------------------------------------------------------------------------- |
| TUI Airlines Nederland   | Amsterdão (via Boa Vista e Banjul)                                                                  |
| Binter Canarias          | Las Palmas (via Praia)                                                                              |
| Binter CV                | Boa Vista, Praia, São Vicente                                                                       |
| Jetairfly                | Bruxelas (via Boa Vista)                                                                            |
| Meridiana                | Milão - Bérgamo                                                                                     |
| Neos Air                 | Milão, Roma e Verona (via Boa Vista)                                                                |
| Royal Air Maroc          | Casablanca (via Praia)                                                                              |
| TACV Cabo Verde Airlines | Lisboa, Madrid, Milão, Fortaleza, Natal, Paris, Porto Alegre, Recife, Salvador da Bahia (suspenso). |
| TAP Portugal             | Lisboa                                                                                              |
| Transavia                | Amsterdam (via Faro)                                                                                |
| TUIfly                   | Cologne, Dusseldorf, Frankfurt, Hannover, Munich e Stuttgart (via Boa Vista)                        |
| Thomson Airways          | Birmingham, Londres (Gatwick) e Manchester                                                          |

## Estatísticas
Ver a consulta original do Wikidata.